# 對沖
，字面意思是兩面手法，合併起來使用，是指對於國際間從事商品買賣的洋行、進出口貿易商，以及在國際間從事投资的人士，若預期未來將收付一定金額的外汇，為避免因變動產生的損失（參見交易風險），可利用遠期外匯交易以規避风险，這種避險的操作方式，稱為遠期對沖。它是一種在減低商業風險的同時仍然能在投資中獲利的手法。
外汇市场中的對沖重點在於避開單線買賣的風險。所謂單線買賣，就是看好某一種貨幣就做買多（或稱揸倉），看淡某一種貨幣，就做沽空（空倉）。如果判斷正確，所獲利潤自然多；但如果判斷錯誤，損失亦會比沒有進行「對沖」時來得大。
手中外匯的價值也就以這個操作來穩定，同一時間買入一外幣，做買空。另外亦要沽出另外一種貨幣，即沽空。理論上，買空一種貨幣和沽空一種貨幣，要一模一样，才算是真正的對沖盤，否則兩邊大小不一樣就做不到對沖的功能。然後再來是對沖的目標貨幣也要明確的指出來，根據此貨幣來買賣。
這樣做的原因，是世界外匯市場都以美元做計算單位。所有外幣的升跌都以美元作為相對的匯價。美元強，即外幣弱；外幣強，則美元弱。美元的升跌影響所有外幣的升跌。所以，若看好一種貨幣，但要減低風險，就需要同時沽出一種看淡的貨幣。買入強勢貨幣，沽出弱勢貨幣，如果估計正確，美元弱，所買入的強勢貨幣就會上升；即使估計錯誤，美元強，買入的貨幣也不會跌太多。沽空了的弱勢貨幣卻跌得重，做成蝕少賺多，整體來說因為國際經濟發展帶來的利益，長期仍可獲利。

## 避險之種類
避險具有以下三種類型：
公允價值避險對已認列之資產或負債或未認列之確定承諾，公允價值變動之風險，所進行之避險操作，該公允價值變動為由於某項特定風險，且將造成損益之變動。
現金流量避險對現金流量變異性之風險所進行之避險操作，現金流量之變異性風險為：與已認列資產或負債或高度預期發生之交易，有關之現金流量風險，且該風險將影響損益。
國外營運機構淨投資避險對於企業於國外營運機構淨投資之現金流量，所面臨之匯率變動風險，所進行之避險操作。

## 對沖的例子

### 九零年代
1990年初，中東伊拉克戰爭完結，美国成為戰勝國，美元價格亦穩步上升，走勢強勁，兌所有外匯都上升，當時只有日圓仍是強勢貨幣。當時柏林圍牆倒下不久，德国剛統一，東德經濟差令德國受拖累，經濟有隱憂。苏联政局不穩，戈尔巴乔夫地位受到動搖。英国當時經濟亦差，不斷減息，而保守黨又受到工黨的挑戰，所以英磅亦偏弱。瑞士法郎在戰後作為戰爭避難所的吸引力大減，亦成為弱勢貨幣。
假如在當時買外匯，長沽英磅、馬克、瑞士法郎，同時買入日圓，就會賺大錢。當美元升時，所有外幣都跌，只有日圓跌得最少，其他外幣都大跌；當美元疲軟，其他外幣升幅少，日元卻會大升。無論如何，只要在當時的市場這樣做對沖，都會獲利。

### 亞洲金融危機
1997年，索羅斯的量子基金大量拋售泰銖，買入其他貨幣，泰國股市下跌，泰國政府無法再維持聯繫匯率，經濟損失慘重。而該基金卻大大獲利。除了泰國，香港等以聯繫匯率為維持貨幣價格的國家與地區都遭受对冲基金的挑戰。港府把息率大幅調高，隔夜拆息達300%，更動用外匯儲備1200億港元大量購入港股。最後擊退炒家。

## 其他市場的對沖
對沖的原理並不限於外匯市場，不過在投資方面，較常用於外匯市場，這個原理亦適用於黃金、期货和期指市場。

### 期权對沖
- 风险反转
- Delta中性

## 可对冲的风险
- 信用風險
- 汇率风险
- 利率風險
- 股权风险
- 波动风险

## 外部連結
- .   [2016-06-08]. （原始内容存档于2016-07-01） （英语）.（繁體中文）
- .   [2016-06-08]. （原始内容存档于2016-07-01） （英语）.（繁體中文）